# Битка код Кастијона
Битка код Кастијона је вођена 17. јула 1453. године код Кастијон ла Батаја у југозападној Француској. Исход битке је била велика француска победа и сматра се догађајем чиме је ефективно окончан Стогодишњи рат. Као последица пораза, Енглеска је изгубила све поседе у Француској, осим Калеа и Каналских острва.

## Позадина

### Примирје у Туру
Након преласка Бургундије на страну Француске (миром у Арасу 20. септембра 1435), однос снага у стогодишњем рату преокренуо се у корист Француске, а енглеске снаге у Француској приморане су на дефанзиву. Пошто се Париз предао Шарлу VII без борбе (13. априла 1436), низ енглеских поседа у Нормандији и северној Француској постепено је освојен (1436-1443), па је под утицајем све јаче пацифистичке струје у Енглеској потписано примирје у Туру (28. маја 1444).

### Француске реформе
Шарл VII искористио је примирје за спровођење значајних војних реформи: најамничке банде стављене су под краљевску контролу, а 1445. формирано је 15 ордонанс-компанија од по 600 људи, језгро будуће стајаће војске Француске. Зачетак француске пешадије милицијског типа били су слободни стрелци, позивани под заставу од 1448. по специјалном кључу. И развоју артиљерије посвећена је посебна пажња, нарочито изради оруђа и обезбеђивању стручног кадра. Захваљујући спроведеној реорганизацији, Француска је при крају стогодишњег рата располагала најбоље организованом војском у Европи.

### Наставак рата
Изненадни напад Енглеза на Фужер (24. марта 1449), означио је прекид примирја. У августу 1449. поново су почела дејства у Нормандији и Гијени. Реорганизована француска војска, а посебно њена побољшана артиљерија, успешно су се носиле са енглеским снагама у опседнутим градовима. Нормандија је, захваљујући подршци њених становника, ослобођена за годину дана. Да би сачувала део Нормандије, исцрпена енглеска сакупила је је уз велике напоре, војску јачине 1.275 коњаника и 2.081 стрелца која се, под командом Томаса Кирила, искрцала у октобру 1450. код Шербура.

### Француско ослобођење Нормандије
До одлучујућег судара између ове енглеске војске и француских снага, јачине око 3.000 људи, дошло је 15. априла 1450. код Формињија у Нормандији. Држећи се енглеске тактике из битака код Кресија, Поатјеа и Азенкура, иако му је ситуација (пре свега, надмоћ француске артиљерије над енглеским стрелцима, која је дотадашњу одбрамбену тактику Енглеза у биткама на отвореном пољу учинила неодрживом) налагала измењени борбени поступак, Кирил је пружио Французима одличну прилику за реванш. Енглеска војска је тешко поражена, а међу заробљеницима био је и Томас Кирил.
Енглези су битком код Формињија избачени из Нормандије. Енглески гарнизон у Кану био је принуђен да капитулира у јуну 1450. пред далеко надмоћнијим снагама противника.

### Пад енглеских поседа у Гијени
Бордо, кључни град Гијене, предао се 12. јуна 1451. Шарлу VII. Освајањем Бајона, 20. августа, Гијена је ослобођена енглеске доминације. Међутим, грађани Бордоа, забринути да ће прекид с Енглеском неповољно утицати на њихову трговину, тајно су понудили помоћ Енглезима у случају њиховог поновног искрцавања. Хенри VI покушао је да искористи ту последњу могућност очувања својих поседа у Француској.

## Битка
У октобру 1452. искрцала се код Медока енглеска војска јачине око 3.000 људи под командом Џона Шрузберија. Бордо јој је отворио своје капије. У марту 1453. придружио јој се нови контингент из Енглеске јачине 600 коњаника и 2.100 стрелаца. Француске снаге (око 6.000 људи) опселе су 15. јула 1453. Енглезе у Кастијону и 17. јула уништиле их при покушају пробоја.
Традиционална енглеска тактика заузимања одбрамбеног положаја са стрелцима заштићеним кочевима пободеним у земљу, која је зауставила француску коњицу код Кресија, Поатјеа и Азенкура, показала се беспомоћном против француских топова, које је предводио Жан Биро. У бици је поражен и убијен најспособнији енглески војсковођа тог времена, Џон Талбот, гроф од Шрузберија.

## Последице
Овом француском победом покопане су последње наде Енглеза да поново загосподаре Гијеном. Три месеца касније савладан је отпор Бордоа, који је поново и дефинитивно припојен Француској. У суштини, тим догађајем завршен је Стогодишњи рат (1337-1453). Енглеска је убрзо запала у дубоку кризу изазвану Ратом ружа (1455-1485), што је омело било какве даље покушаје за повраћај поседа на француској територији.